# Frédéric Falcon
Frédéric Falcon, né le 23 novembre 1985 à Besançon (Doubs), est un homme politique français.
Membre du Rassemblement national, il est élu député dans la 2e circonscription de l'Aude lors des élections législatives de 2022.

## Biographie
Né à Besançon, Frédéric Falcon a été consultant en système d’information, avant de fonder en 2015 une entreprise de conseil en investissement immobilier.
Il est adhérent de l'UMP jusqu'en 2014.
Lors des élections législatives de 2022, le 19 juin 2022, il est élu député de la deuxième circonscription de l'Aude. Il est réélu député lors des législatives de 2024.
Il s'oppose aux projets d’éoliennes offshore, au large de Gruissan et de Leucate, et milite pour que le passage de la ligne à grande vitesse Montpellier - Perpignan desserve Narbonne.
Il siège au sein du groupe RN.
En septembre 2024 il est nommé référent de la commission des affaires économiques de l'assemblée nationale pour le groupe RN.
Référent du RN pour sur les sujets de logement et d'immobilier, il dépose en septembre 2024 une proposition de loi supprimant les contraintes en performance énergétique (DPE) pour la location de logements,.

## Controverses

### Insultes sexistes
Le 26 janvier 2024, avec les deux autres députés RN de l'Aude Christophe Barthès et Julien Rancoule, il pose à Narbonne devant une pancarte sur laquelle est indiqué « Va faire la soupe salope », insulte misogyne adressée aux élues écologistes Sandrine Rousseau et Marine Tondelier. Cette première indique avoir effectué le 29 janvier « une demande sanction auprès de la présidence de l’Assemblée nationale », après avoir déposé plainte contre ces propos sexistes,,. Cette demande de sanction sera rejetée par la présidente de l'Assemblée nationale .
À la suite de cet incident, Frédéric Falcon publie un message d'excuses.

### Permanence vandalisée
Dans la nuit du 16 au 17 décembre 2023, la permanence parlementaire de Frédéric Falcon a été taguée : « État liberticide, RN préfet complices ». Le groupement les Soulèvements de la Terre est pointé du doigt par le député, qui dénonce des « éco-terroristes ». L'élu s'était engagé pour l'interdiction de tout rassemblement des Soulèvements de la Terre dans le département.

## Résultats électoraux
| Année | Parti  | Parti | Circonscription | 1er tour | 1er tour | 1er tour | 2d tour | 2d tour | 2d tour | Issue |
| Année | Parti  | Parti | Circonscription | Voix     | %        | Rang     | Voix    | %       | Rang    | Issue |
| ----- | ------ | ----- | --------------- | -------- | -------- | -------- | ------- | ------- | ------- | ----- |
| 2022  |        | RN    | 2e de l'Aude    | 12 365   | 28,13    | 1er      | 20 719  | 52,53   | 1er     | Élu   |
| 2024  | 29 212 | RN    | 2e de l'Aude    | 48,12    | 1er      | 33 573   | 58,22   | 1er     | Élu     |       |